# Chiesa di Sant'Antonino (Cogorno)
La chiesa di Sant'Antonino martire è un luogo di culto cattolico situato nella frazione di Breccanecca, in via degli Ulivi, nel comune di Cogorno nella città metropolitana di Genova. La chiesa è sede della parrocchia omonima del vicariato di Sturla e Graveglia della diocesi di Chiavari.

## Storia

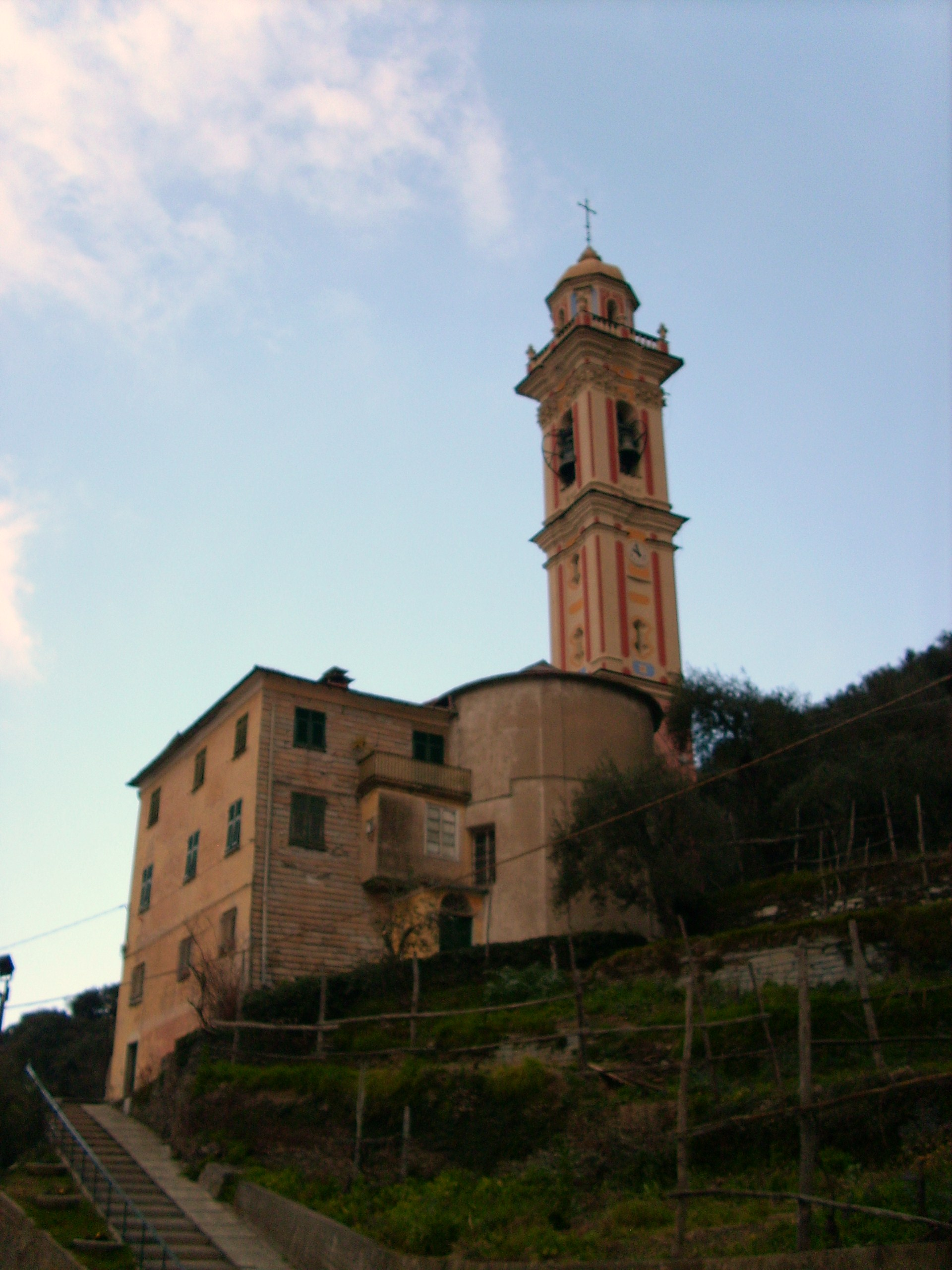
Particolare della struttura

Il paese e la comunità religiosa dipendevano fin dall'epoca longobarda dalla prioria monastica di Sant'Eufemiano di Graveglia di Carasco.
Anticamente esisteva nei pressi dell'odierna frazione di Breccanecca un'antica chiesa dedicata all'apostolo Tommaso, presente in un atto notarile del 21 aprile 1230. La sua comunità parrocchiale fu pochi anni dopo unita alla nuova chiesa di Sant'Antonino martire di Breccanecca, tanto che, un atto notarile del 18 gennaio 1233, accertò il beneficiare del parroco locale delle due chiese; a partire da un successivo documento del 1260 la chiesa di San Tommaso non fu più citata.
Successivamente assoggetta alla comunità di San Lorenzo di Cogorno dal 1476, fu dal 13 agosto del 1825 resa rettoria indipendente da essa ed eletta a prevostura il 2 luglio del 1920 dal vescovo di Chiavari monsignor Emilio Casabona; lo stesso vescovo consacrò la chiesa nel 1925.

## Descrizione

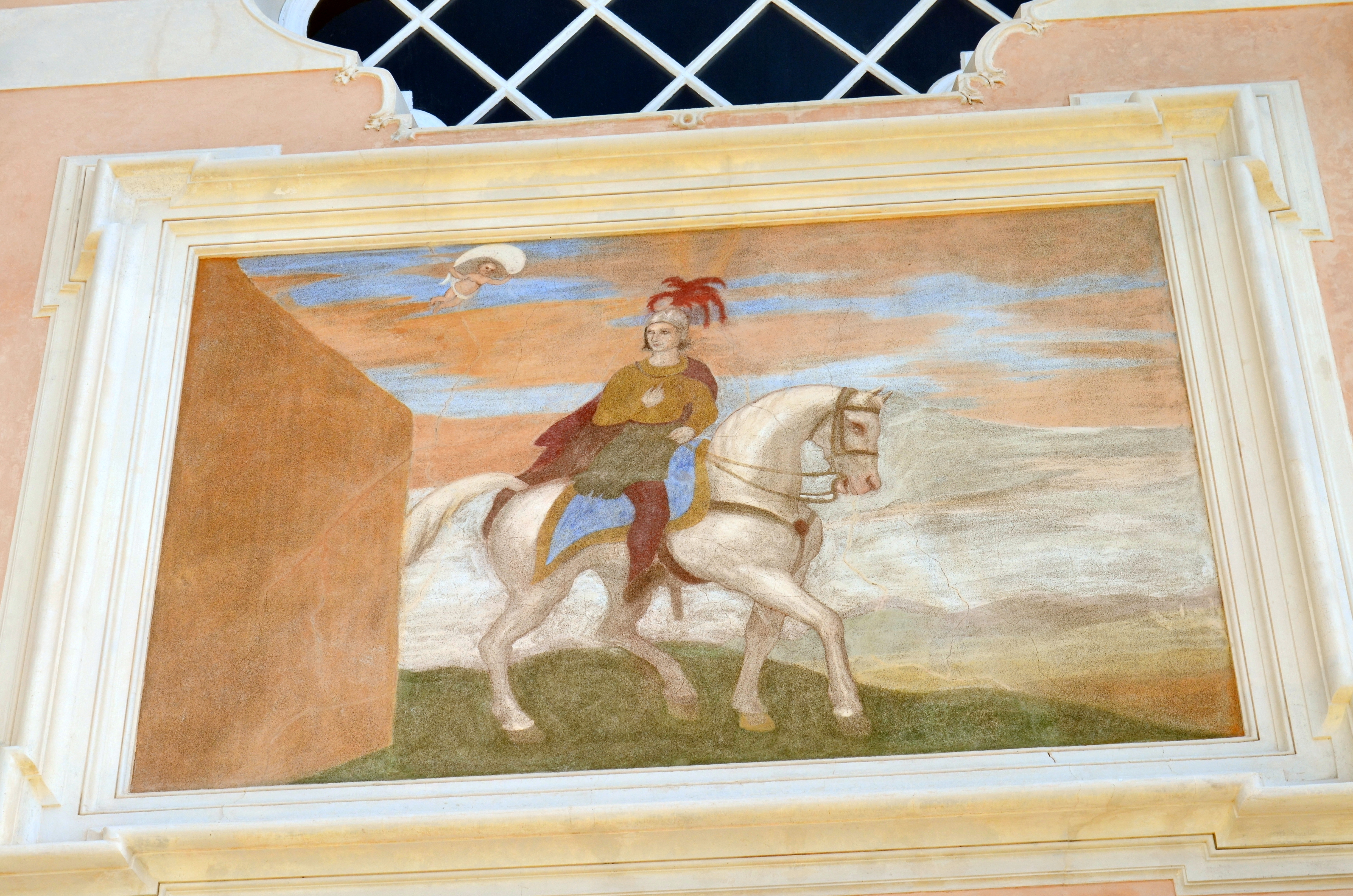
Affresco presso la facciata

I lavori per l'attuale costruzione furono intrapresi tra il 1763 e il 1769 che trasformarono l'edificio nell'odierno stile barocco. Quasi dieci anni dopo, nel 1778, si ricostruì ex novo il campanile e si procedette all'ampliamento del coro; il restauro della facciata è risalente al 1856.
L'interno della chiesa si presenta ad una sola navata centrale e le decorazione pittoriche furono eseguite tra la fine del XIX secolo e l'inizio del XX secolo. Gli stucchi, eseguiti tra il 1905 e il 1906, sono opera di Medardo Borelli, mentre gli affreschi furono eseguiti dal pittore Raffaello Resio nel 1908.
La completa doratura dell'interno è invece opera di Angelo Carpi che eseguì l'arte tra il 1908 e il 1920. Tra le opere pittoriche conservate vi è un trittico, sopra il coro, raffigurante L'Ascensione di Gesù con san Cristoforo e sant'Antonino (conosciuto come il Polittico di Breccanecca) del pittore Giovanni Cambiaso, in collaborazione con il figlio Luca Cambiaso, commissionato il 6 febbraio 1545 dai Massari della chiesa.